# UGC 33
UGC 33 es una galaxia espiral barrada localizada en la constelación de Piscis.